# Lhota u Lysic
Lhota u Lysic település Csehországban, a Blanskói járásban. Lhota u Lysic Kunštát, Drnovice, Štěchov, Lysice, Kunčina Ves, Kunice és Bedřichov településekkel határos. Lakosainak száma 135 fő (2024. január 1.).

## Népesség
A település lakosságának változását az alábbi diagram mutatja:
| Lakosok száma | 215  | 231  | 210  | 175  | 172  | 129  | 135  | 140  | 128  | 135  |
|               | 1869 | 1900 | 1921 | 1961 | 1980 | 2011 | 2016 | 2019 | 2021 | 2024 |